# Microprotopus shoemakeri
Microprotopus shoemakeri es una especie de crustáceo del género Microprotopus, familia Microprotopidae. Fue descrita por primera vez por Lowry en 1972. Se encuentra principalmente en el océano Atlántico Norte y enVenezuela.